# Длиннохвостая кошка
Длиннохвостая кошка (лат. Leopardus wiedii или лат. Felis wiedii), также маргай (англ. и исп. margay) и маракажа (порт. maracajá), — млекопитающее семейства кошачьих, обитающее во влажных густых вечнозелёных лесах Южной и Центральной Америки вплоть до Мексики и граничащих с ней штатов США. Это Панама, Эквадор, Бразилия, Гайана, Уругвай, Белиз, северная Колумбия, Перу, северный и восточный Парагвай, северная Аргентина. Видовое латинское название дано в честь князя Максимилиана Вид-Нойвида (1782—1867), собиравшего экземпляры животных в Бразилии.

## Этимология
Известная в большей части языков мира по прямому переводу латинского названия, длиннохвостая кошка в ареале естественного обитания имеет ряд распространённых местных названий. В испаноязычных странах также известна как маргай, каусель, чиви, кунагуаро, бразильская кошка, тигровая кошка гранде, тигрильо, тирика малла гранде, тигр-наседка, буррикон, окрашенная кошка, маракая, мбаракая мини, ягуатирика (исп. margay, caucel, chiví, cunaguaro, gato brasileño, gato tigre grande, tigrillo, tirica malla grande, tigre gallinero, burricón, gato pintado, maracayá, mbaracayá miní, yaguatirica), в бразильском варианте португальского языка как маракажа (порт.-браз. maracajá, от тупи marakaiá «маленькая ягуарообразная кошка»), гату-ду-мату, гату-маракаха, гату-пелуду, маракажа-пелуду (порт.-браз. gato-do-mato, gato-maracajá, gato-peludo, maracajá-peludo), в Гвиане как тигровая кошка и дикая кошка Новой Испании (фр. chat-tigre, chat sauvage de la Nouvelle Espagne).

## Описание

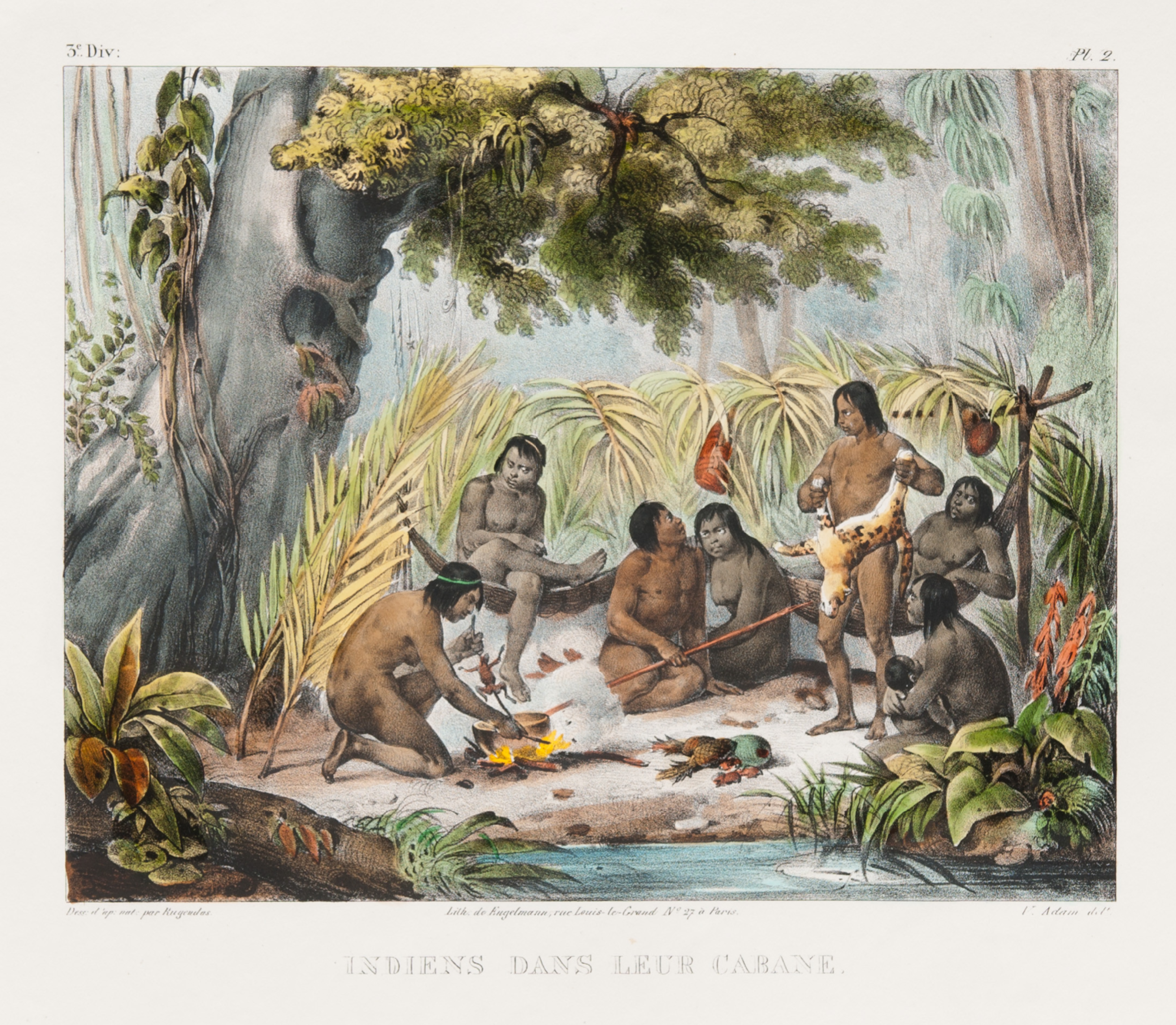
Бразильские индейцы, добывшие длиннохвостую кошку. Литография Йоганна Морица Ругендаса, 1835 г.

Максимальная длина тела достигает 1 м, не считая 46-сантиметрового хвоста, максимальный вес около 16 кг, но обычно — от 8 до 10 кг. Самка по размеру обычно меньше и имеет более длинный хвост. В общем и целом, длиннохвостая кошка выглядит как более мелкий экземпляр родственного ей оцелота, однако отличается более длинным хвостом и более округлой мордой, с большими тёмными глазами и округлыми ушами. Как и у оцелота, у длиннохвостой кошки жёлто-коричневая шерсть с тёмными кольцеобразными пятнами. Встречается длиннохвостая кошка в дождевых тропических лесах Центральной и Южной Америки к востоку от Анд, от Мексики до Аргентины. Образ жизни одиночный, ночной. Гнездо устраивает свое в дуплах, расселинах скал или пещерах.
Питается прежде всего грызунами, птицами и небольшими приматами, но не брезгует и земноводными. Хорошо умеет лазать по деревьям и проводит почти всю свою жизнь на ветках. В отличие от других кошачьих, длиннохвостые кошки могут поворачивать лодыжку на 180° и карабкаться по дереву головой вниз, подобно белке. Её задние лапы настолько крепки, что она в состоянии, охватывая ими ветку, висеть вниз головой. Чётких периодов спаривания у кошек нет. Срок беременности длится 84 дня, за одни роды на свет появляется один или два котёнка. Окрашены они в серый цвет и уже при рождении имеют чёрные пятна. Половая зрелость у кошек наступает в 2 года.
Длиннохвостые кошки, издавна являвшиеся объектом охоты для индейцев сельвы, относятся к числу животных, находящихся под угрозой исчезновения. По межгосударственным соглашениям любая охота, а также торговля продуктами, изготовленными из них, запрещена. Котята легко приручаются человеком, но во взрослом состоянии животное становится трудно управляемым. В зоопарках длиннохвостые кошки размножаются плохо; 50 % молодняка в условиях содержания не выживает.

## Подвиды
- Leopardus wiedii wiedii, восточная и центральная Бразилия, Парагвай, Уругвай, северная Аргентина
- Leopardus wiedii amazonica, западная Бразилия, Перу, Колумбия и Венесуэла
- Leopardus wiedii boliviae, Боливия
- Leopardus wiedii cooperi, северная Мексика
- Leopardus wiedii glaucula, центральная Мексика
- Leopardus wiedii nicaraguae, Гондурас, Никарагуа, Коста-Рика
- Leopardus wiedii oaxacae, южная Мексика
- Leopardus wiedii pirrensis, Панама, Колумбия, Эквадор, Перу
- Leopardus wiedii salvinia, Чьяпас (Мексика), Гватемала, Эль Сальвадор
- Leopardus wiedii yucatanica, Юкатан